# Boris Lwowitsch Feigin
Boris Lwowitsch Feigin (russisch Борис Львович Фейгин; englische Transkription Boris Lvovich Feigin; * 20. November 1953) ist ein russischer Mathematiker, der sich mit Darstellungstheorie unendlich-dimensionaler Lie-Algebren beschäftigt.

## Leben
Feigin machte sein Diplom 1975 an der Lomonossow-Universität bei Dmitry Fuchs (Charakteristische Klassen von Fahnen von Blätterungen). Vorher hatte er auch bei Israel Gelfand und A. L. Onishchik studiert. Aus politischen Gründen und da er Jude war, wurde er nicht zum Promotionsstudium zugelassen. Er arbeitete als Programmierer in der Industrie (was ihm noch Jahre später ein Einkommen aus den Erlösen der von ihm geschriebenen Programme sicherte), konnte durch den Einfluss von Freunden doch noch in Jaroslawl an der Staatlichen Demidow-Universität promovieren und war in den 1980er-Jahren am Institut für Festkörperphysik in Tschernogolowka. Seit den 1990er-Jahren war er Professor an der Unabhängigen Universität in Moskau. Er war unter anderem Gastwissenschaftler am IHES. Er war außerdem am Steklow-Institut, dem Landau-Institut und der École polytechnique (Palaiseau) in Paris. Seit 2013 ist er ordentlicher Professor an der Hochschule für Ökonomie in Moskau. 2022 wurde er als korrespondierendes Mitglied in die Russische Akademie der Wissenschaften gewählt.

## Werk
Er befasste sich zuerst mit der Kohomologie unendlich-dimensionaler Lie-Algebren, die zunächst aus geometrischen Anwendungen kamen (wie Lie-Algebra-wertige Funktionen auf dem Kreis). Später befasste er sich mit der Darstellung unendlich-dimensionaler Lie-Algebren aus dem Umfeld der mathematischen Physik, die ab Ende der 1960er-Jahre in der Stringtheorie wichtig wurden (Virasoro-Algebren, Kac-Moody-Algebren). Die Arbeiten lieferten wichtige Techniken in der konformen Feldtheorie und dem geometrischen Langlands-Programm (von Frenkel und anderen entwickelt). Dabei arbeitete er mit seinem Lehrer Fuchs und seinem Studenten Frenkel (Wakimoto-Moduln) zusammen. Mit Boris Tsygan (der unabhängig von Alain Connes zyklische Kohomologie entdeckte) beschäftigte er sich früh mit nichtkommutativer Geometrie.
Feigin gab auch eine frühe mathematische Formulierung der BRST-Methode (Becchi, Rouet, Stora), die er halbunendliche Homologie nannte. 1990 hielt er einen Plenarvortrag auf dem ICM in Kyōto (Conformal Field Theory and Cohomologies of the Lie Algebra of Holomorphic Vector Fields on a Complex Curve).
Zu seinen Doktoranden zählt Edward Frenkel. Sein Sohn Jewgeni Feigin ist ebenfalls Mathematiker und veröffentlichte mit Boris Feigin.